# いのちの日
いのちの日（いのちのひ）は、心身の健康問題に関する正しい理解の普及・啓発を行うための日。健康日本21の自殺予防活動の一環として設置された。2001年（平成13年）に暫定的に12月1日とされ、2002年に自殺防止対策有識者懇談会で正式に12月1日と決定された。
また、3月11日は「災害時医療を考える会（Team Esteem）」が申請し、一般社団法人「日本記念日協会」が認定した記念日。同日の東日本大震災では、多くの人の命が失われた。命の大切さを考える機会として制定されている。